# جون أندرسون (مدرس)
جون أندرسون (بالإنجليزية: John Anderson)‏ (و. 1956  م) هو مدرس، ولاعب كرة قدم أمريكية أمريكي، ولد في وكيشا، مركز لعبه هو ظهير ‏.

## التعليم
تعلم في جامعة ميشيغان
.

## روابط خارجية
- جون أندرسون على موقع مرجع كرة القدم المحترفة.كوم (الإنجليزية)